# 湯君慈
湯君慈（英語：Bruce Tong Kwan Chi，1995年4月9日—），香港男演員及模特兒，現為超级英雄電影公司旗下藝人。

## 簡歷
湯君慈父親是藝人湯鎮業，母親是前亞洲電視藝員姜坤 ，有一個姊姊及孿生胞弟湯君耀，並有同父異母的1名弟弟2名孿生妹妹。他曾就讀聖士提反書院，之後到美國加利福尼亞大學洛杉磯分校修讀社會學及電影系學士課程，2017年學成歸來便與其弟一起加入甄子丹旗下的「超级英雄電影公司」，出道成為演員和參演首部電影《大師兄》

## 演出作品

### 電影
| 年份   | 電影名                       | 角色            |
| 2018年 | 大師兄                       | 關啓程          |
| 2019年 | 太白劍（網絡電影）           | 李 笑           |
| 2020年 | 大上海之奪寶奇兵（網絡電影） | 藍 洛           |
| 2021年 | 怒火                         | 關頌謙（謙 仔） |

### 綜藝節目
| 年份     | 節目名          | 備註                  |
| ViuTV    |                 |                       |
| 2018年   | 晚吹 - Close 噏 | 第20集嘉賓（8月11日） |
| 無綫電視 |                 |                       |
| 2018年   | 今期流行        | 第二輯 第7、8集嘉賓   |
| 2021年   | 流行經典50年    | 3月28日嘉賓           |